# Вулканський салют

Вулканець демонструє вулканське привітання

Вулканський салют, вулканське привітання (англ. Vulcan salute) — жест рукою, що має значення «живіть довго і процвітайте». Популяризований через серіал «Зоряний шлях», де він є традиційним привітанням у інопланетної цивілізації вулканців.
Виконується, витягнувши вперед долоню з розведеними середнім і безіменним пальцем і витягнутим великим; зазвичай демонстрація цього жесту супроводжується промовлянням його значення.

## Авторство жесту

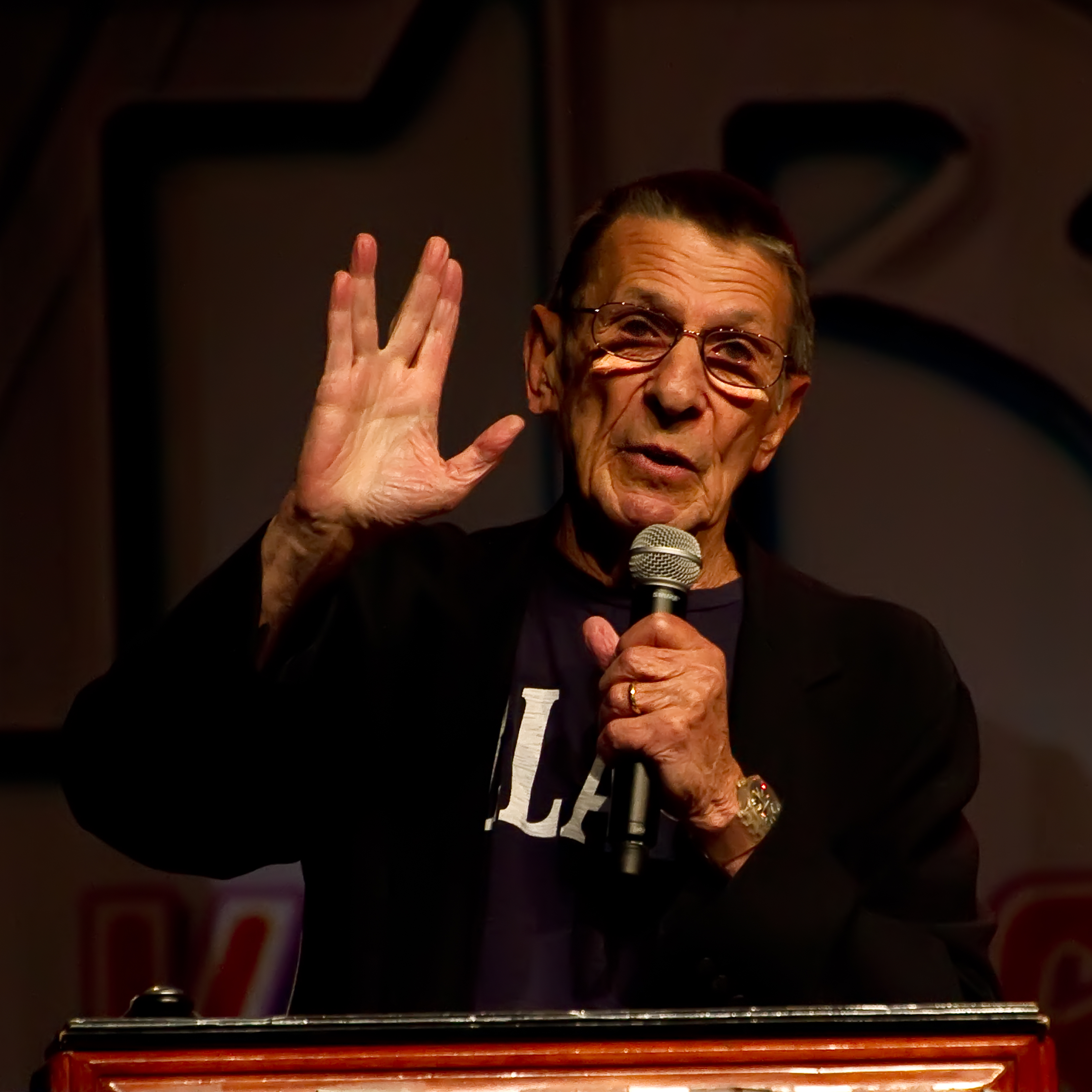
Леонард Німой демонструє вулканське привітання

Салют був придуманий і популяризований Леонардом Німоєм, який грав персонажа — напіввулканця Спока в оригінальному телесеріалі «Зоряний шлях» наприкінці 1960-х років.
Жест складний; вважається, що актори не складали його прямо перед камерою, а піднімали руку в салюті, коли відчували, що жест вийшло відтворити.
У автобіографії «I Am Not Spock» Німой писав, що він спирався на єврейське жестове благословення, в якому обидві руки відтворюють символ шин (ש), від «Шаддай», (Всемогутній) Бог. Німой писав, що, коли він був дитиною, його дід узяв його в синагогу. Там він побачив це благословення і був сильно вражений ним.
Поєднання фрази «живи довго і процвітай» і відповіді на неї «миру і довгого життя», придумане Теодором Старджоном, аналогічно формату близькосхідного вітання «Ассаламу алейкум / Шалом алейхем» (мир вам) і відповіді «і вам миру».

## Роль жесту у всесвіті «Зоряного шляху»
У світі «Зоряного шляху» вулканський салют був ключовим у встановленні першого контакту землян і вулканців. «Живіть довго та процівтайте» — перші слова, які людина почула від представників планети Вулкан, які прибули на Землю з метою встановити дружні стосунки і надати допомогу та свій протекторат і створити підґрунтя подальшій співпраці.
Таким чином в перспективі це привело до створення Об'єднаної федерації планет, до якої увійшли не тільки засновники (вулканці та люди), а й інші види.

## Жест і фраза у фільмі
Супровідне вимовлене благословення, «живи довго і процвітай» — «диф-тор хе смусма» в вулканській мові (як озвучується в «Зоряний шлях: фільм») — вперше фігурувало в епізоді «Час амоку», за сценарієм Теодора Стерджена. Менш відома відповідь — «мир і довге життя», хоча іноді її кажуть першою, а відповідь — «живи довго і процвітай». Фраза зустрічалася скорочено «LLAP».

## Прообраз жесту

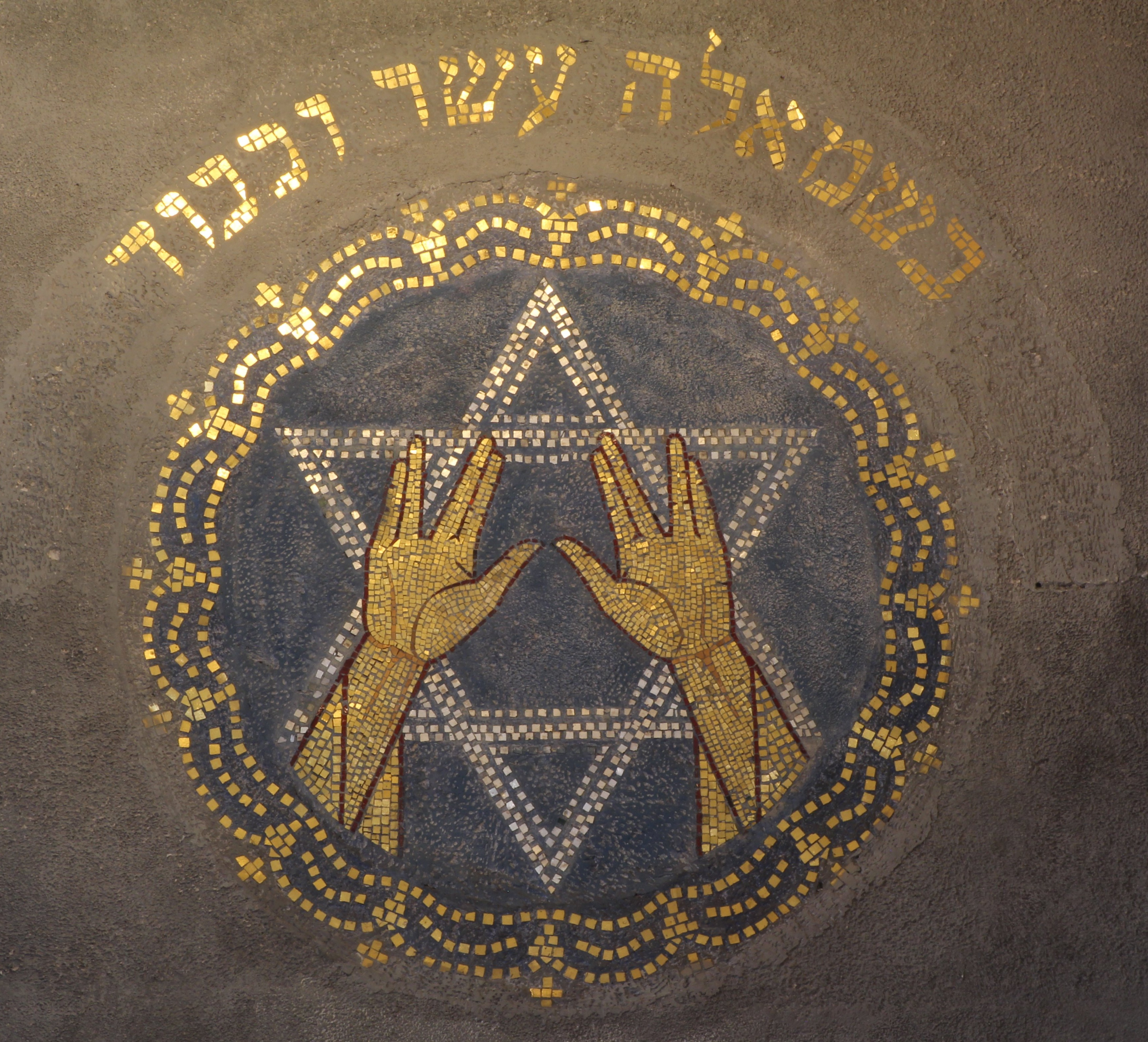
Юдейський прообраз жесту

- Юдейський прообраз жестуВулканський салют використовують професійні реслери Big Van Vader і Великий Татко Ві.
- У фільмі «Поліцейська академія 5: Місце призначення — Маямі-Біч» сержант Нік Лассард (племінник ректора Лассарда) зробив вулканський захват, що «вирубує» супротивника (супроводивши його уколом снодійного) і зобразив вулканський салют. Ларвелль Джонс теж зобразив цей знак.
- У мультфільмі «Льодовиковий період» в сцені проходження через крижану печеру малюк віддає літаючій тарілці вулканський салют.
- У серіалі «Доктор Хто» (11 серія 2 сезону «Бійся її») Доктор, дивлячись на малюнки десятирічної дівчинки Хлої Веббер, зауважує: «Я нездара, але можу зробити так» і показує вулканський салют.
- У мультсеріалі «Totally Spies!» (15 серія 1 сезону «Aliens») Алекс, побачивши інопланетянина, віддає йому вулканський салют.
- У мультфільмі «Монстри проти прибульців» президент Хетеуей, вперше побачивши гігантського робота Галактазара, віддає йому вулканський салют.
- У фільмі «Експеримент 2: Хвиля» згадується фраза «Живіть довго і процвітайте» у поєднанні з цим жестом.
- У мультфільмі «Історія іграшок 2» Базз Лайтер, прощаючись зі своїм двійником, віддає йому вулканський салют.

## Вулканський салют поза «Зоряним шляхом»
- Вулканський салют використовують професійні реслери Big Van Vader і Великий Татко Ві.
- У фільмі «Поліцейська академія 5: Місце призначення - Маямі-Біч»  сержант Нік Лассард (племінник ректора Лассарда) зробив вулканський захват, що «вирубує» супротивника (супроводивши його уколом снодійного) і зобразив вулканський салют. Ларвелль Джонс теж зобразив цей знак.
- У мультфільмі «Льодовиковий період» в сцені проходження через крижану печеру малюк віддає літаючій тарілці вулканський салют.
- У серіалі «Доктор Хто» (11 серія 2 сезону «Бійся її») Доктор, дивлячись на малюнки десятирічної дівчинки Хлої Веббер, зауважує: «Я нездара, але можу зробити так» і показує вулканський салют.
- У мультсеріалі «Totally Spies!» (15 серія 1 сезону «Aliens») Алекс, побачивши інопланетянина, віддає йому вулканський салют.
- У мультфільмі «Монстри проти прибульців» президент Хетеуей, вперше побачивши гігантського робота Галактазара, віддає йому вулканський салют.
- У фільмі «Експеримент 2: Хвиля» згадується фраза «Живіть довго і процвітайте» у поєднанні з даними жестом.
- У мультфільмі «Історія іграшок 2» Базз Лайтер, прощаючись зі своїм двійником, віддає йому вулканський салют.
- Активно використовується в серіалі «Теорія великого вибуху» Шелдоном Лі Купером, бо він — великий фанат Спока.